# Роберто Карлос
Робе́рто Ка́рлос да Си́лва Ро́ша (порт.-браз. Roberto Carlos da Silva Rocha; род. 10 апреля 1973, Гарса, Сан-Паулу) — бразильский футболист, левый защитник. Способен был также сыграть на позиции как центрального защитника, так и опорного полузащитника. Чемпион мира 2002 года, серебряный призёр чемпионата мира 1998 года. Входит в список ФИФА 100. Один из 19 игроков, сыгравших более 100 матчей в Лиге чемпионов.
Известен своими скоростными данными (100 метров Роберто Карлос пробегал менее, чем за 11 секунд) и особо сильными дальними ударами, которыми забил немало голов, в том числе со штрафных. В 1997 году занял второе место по результатам голосования по присуждению звания игрока года ФИФА, уступив соотечественнику Роналдо. Долгое время ему принадлежал мировой рекорд по силе удара и скорости полета мяча — 198 км/ч; в 2010 году этот рекорд был побит немецким футболистом Лукасом Подольски во время чемпионата мира (201 км/ч). Штрафные Роберто Карлос исполнял внешней стороной стопы, из-за чего траектория полёта мяча всегда была разнообразной.

## Биография
Роберто Карлос родился 10 апреля 1973 года в Гарсе на ферме Сан-Жозе, где выращивался кофе, в очень бедной семье Оскара и Веры Силвы. У Роберто Карлоса три сестры. Он оказался единственным наследником отца по мужской линии. Новорождённого назвали Роберто Карлос в честь певца Роберто Карлоса Браги, чьё творчество очень любил отец будущего футболиста. В возрасте 3 лет Роберто начал играть в футбол, а уже к восьми годам стал выступать вместе со взрослыми мужчинами в любительской команде, которой руководил его отец. По словам Роберто, большинство бразильцев, добившихся чего-то в футболе, выросли в бедных семьях.
В 1981 году семья переехала в Кордейрополис. Там Роберто пошёл в школу; по словам его учительницы, он «был очень хорошим мальчиком, дружил со всеми, являлся лидером коллектива». После окончания школы Карлос, в 12 лет, устроился работать на местном текстильном заводе Торсио Кардейро и одновременно выступал в команде этого предприятия «Атлетико Жувентус». В этом режиме Роберто прожил около двух с половиной лет. Было тяжело, но на фабрике Роберто познакомился со многими людьми, с которыми общается и сейчас.
В июне 1987 года на одном из матчей завода присутствовал Адаилтон Ладейра, скаут клуба «Униан Сан-Жуан», который спустя некоторое время договорился с руководством предприятия и родителями мальчика, чтобы отвести молодого игрока на просмотр. В 1988 году он прошёл просмотр в клубе «Униан Сан-Жуан», где и начал карьеру профессионального футболиста. Примерно в то время у Роберто появилась мечта — купить дом отцу. Когда он был подростком, то решил, что может этого добиться только благодаря футболу.

### «Униан Сан-Жуан»
В «Униан» Роберто Карлос провёл 4 сезона, с 1990 года вызывался в юниорскую сборную Бразилии (до 20 лет). В 1991 году Роберто Карлос дебютирует в основном составе клуба, с 1992 года становится игроком стартового состава «Униана».
В 1992 году Роберто Карлос попытался перейти в клуб «Атлетико Минейро», за который сыграл три товарищеских матча во время турне клуба по Европе, против испанских команд «Логроньеса» (1:2), «Атлетика Бильбао» (1:3) и «Лериды» (1:2), в каждой из которых сыграл все 90 минут. Однако контракт с ним заключён не был, и Робби вернулся в «Униан».
В том же году Роберто Карлос исполнил свою мечту, купив отцу небольшой коттедж. Родители живут в Кордейрополисе до сих пор[уточнить].

### «Палмейрас»
В январе 1993 года Роберто Карлос перешёл в «Палмейрас», заплативший за трансфер игрока 500 тыс. долларов. Там он быстро стал игроком основного состава, выиграв с клубом два чемпионата Бразилии и два чемпионата штата Сан-Паулу.

### «Интер» Милан
В 1995 году Роберто Карлос был приглашён в английский клуб «Мидлсбро» Брайаном Робсоном, однако сделка не состоялась. В июле 1995 года он перешёл в миланский «Интер», заплативший за трансфер бразильца 3,5 млн евро[уточнить]. Он дебютировал в составе «Интера» 27 августа в матче чемпионата Италии с «Виченцой», выигранном со счётом 1:0. В клубе, главный тренер команды, Рой Ходжсон, его использовал на месте левого полузащитника. Всего в составе клуба он сыграл 34 матча и забил 7 мячей (30 матчей — 5 голов в чемпионате Италии, 2 матча — 1 гол в Кубке УЕФА и 2 матча — 1 гол в Кубке Италии). Последний матч за клуб он провёл 12 мая 1996 года против «Ромы», в котором «Интер» проиграл 0:1.

### «Реал Мадрид»
В июле 1996 года Роберто Карлос был куплен испанским клубом «Реал Мадрид» за 600 млн песет (4,8 млн долларов). Купить Роберто Карлоса очень хотел главный тренер команды Фабио Капелло, убедивший в необходимости приобретения защитника президента команды Лоренсо Санса. Уже в третьем матче за «Реал» Роберто Карлос забил гол, поразив ворота «Бетиса». В свой первый год он провёл в клубе 42 матча и забил 5 голов, чем помог своей команде выиграть чемпионат Испании. Через год он выиграл с клубом Лигу чемпионов. В 2000 году Роберто Карлос повторил свой успех с «Реалом», вновь выиграв титул лучшей команды Европы.
В 2003 году начались слухи о переходе Роберто Карлоса в «Челси» и «Интер», однако уход не состоялся, и он подписал новый контракт с «Реалом». 9 марта 2007 года Роберто Карлос объявил о том, что покидает «Реал», за который провёл 584 матча и забил 71 гол, из которых 370 матчей и 47 голов в чемпионате Испании, что является рекордом «Реала» для игроков-иностранцев, ранее принадлежавшим Альфредо Ди Стефано с 329 матчами.

### «Фенербахче»

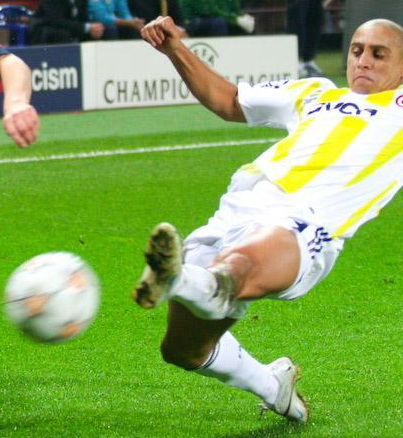
Роберто Карлос в матче «Фенербахче»

19 июня 2007 года Роберто Карлос подписал двухлетний контракт с клубом «Фенербахче», несмотря на то, что бразилец имел предложения от миланского «Интера» и лондонского «Челси». Он дебютировал в составе команды в матче Суперкубка Турции против «Бешикташа». 25 августа Роберто Карлос забил первый мяч за клуб, поразив ворота «Сивасспора» ударом головой; мяч, забитый таким образом, стал для него третьим в карьере. В конце сезона Роберто Карлос получил травму и пропустил остаток сезона, в котором его клуб боролся за золотые медали чемпионата Турции с «Галатасараем». В результате, клуб выиграл серебряные медали первенства. Роберто Карлос сказал, что недоволен результатом, и что приложит все силы, чтобы привести клуб к победе в следующем сезоне.
21 января 2009 года Роберто Карлос продлил контракт с «Фенербахче» на год. 7 октября 2009 года он объявил, что покинет «Фенербахче» по истечении его контракта в декабре. Он предложил мадридскому «Реалу» выступать за них бесплатно. А также начал контактировать с бразильскими клубами. 25 ноября Роберто Карлос окончательно объявил, что покидает Турцию.
Последний матч за «Фенербахче» Роберто Карлос провёл 17 декабря 2009 года в Лиге Европы против «Шерифа». Товарищи по команде окатили Роберто водой, а поклонники клуба пели песню «I love you Carlos» («Я люблю тебя, Карлос»).

### «Коринтианс»

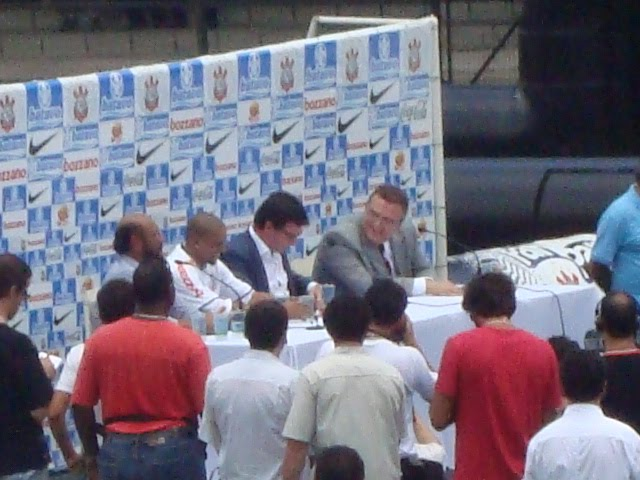
Роберто Карлос (слева) на собственной презентации в качестве игрока «Коринтианс»

2 декабря 2009 года Роберто Карлос подписал двухлетний контракт с «Коринтиансом». 5 января 2010 года состоялась презентация Роберто Карлоса как игрока клуба, на ней он сказал:
«Я перешёл в „Коринтианс“, чтобы выиграть Кубок Либертадорес — трофей, которого у меня ещё нет. В этой команде я намерен завершить свою карьеру. Роналдо сказал мне, что „Коринтианс“ станет моим домом. А Роналдо мне не просто хороший друг, он для меня словно родной брат. С ним я провёл больше времени, чем со своей семьёй».
Он дебютировал в составе клуба в матче чемпионата штата Сан-Паулу с «Брагантино», в котором «Тимао» победил 2:1. В «Коринтиансе» Роберто Карлос начал выступления неудачно: в 8 матчах он дважды был удалён с поля, включая матч с «Палмейрасом», где Роберто Карлос провёл лишь 9 минут на поле. 14 марта Роберто Карлос забил первый мяч за клуб, поразив ворота «Санту-Андре» и принеся победу своей команде со счётом 2:1. 28 марта Роберто Карлос поразил ворота «Сан-Паулу», забив мяч ударом со штрафного с 40 метров.
В июне 2010 года услугами 37-летнего Роберто Карлоса заинтересовалась итальянская «Рома», однако контракт с футболистом подписан не был — Роберто Карлос не захотел покидать «Коринтианс»: «Со мной связывались представители „Ромы“. Этот клуб действительно интересуется мной. Однако я пока не собираюсь покидать „Коринтианс“».
16 января 2011 года в домашнем матче чемпионата Паулиста против «Португезы» забил гол прострелом с углового, закрутив мяч в дальний угол ворот
12 февраля 2011 года по обоюдному согласию Роберто Карлос расторг контракт с «Коринтиансом» из-за угроз болельщиков команды, которые стали приходить после вылета клуба из Кубка Либертадорес:
«Первопричиной моего отъезда из Бразилии стало насилие. В Бразилии я был вынужден прогуливаться под присмотром большого количества охранников. Фанаты порывались напасть на меня. Я хотел оставить это позади».

### «Анжи»

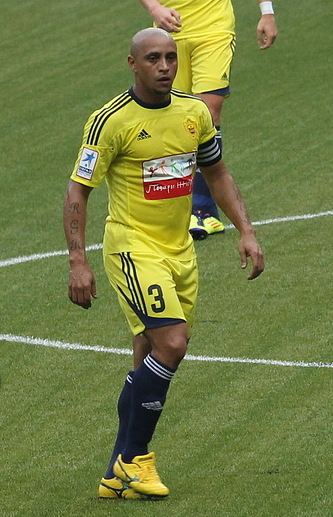
Роберто Карлос в составе «Анжи»

16 февраля 2011 года на официальном сайте махачкалинского «Анжи» появилась информация о подписании контракта с футболистом сроком на 2,5 года. Этот трансфер сделал Роберто Карлоса на тот момент самым высокооплачиваемым игроком РФПЛ. Вскоре он дал интервью, в ходе которого сообщил, что надеется продолжать карьеру футболиста до 42 лет. Его дебют за клуб состоялся 1 марта в кубковом матче против петербургского «Зенита», на который Роберто Карлос вышел в основном составе на месте левого защитника. 8 марта Роберто Карлос был выбран капитаном команды.
25 апреля Роберто Карлос открыл счёт своим голам за «Анжи», забив гол с пенальти в ворота московского «Динамо». 1 мая забил свой второй гол за «Анжи», забив победный гол с пенальти в ворота «Ростова». 10 июня забил свой третий гол за клуб, отметившись точным ударом со штрафного в ворота нальчикского «Спартака». 17 июля, в матче 1/16 финала Кубка России против ульяновской «Волги», Роберто Карлос забил свой четвёртый гол за «Анжи». Этот мяч стал для него первым голом за клуб с игры. 11 сентября Роберто забил «Волге» из Нижнего Новгорода ударом со штрафного.

#### Провокации в чемпионате России в 2011 году
В ходе чемпионата России 2011/12 Роберто Карлосу один раз показали с трибуны банан, а в другом матче кто-то бросил банан на поле рядом с ним. В СМИ это было расценено как оскорбительные, предположительно расистские провокации со стороны российских фанатов (в Санкт-Петербурге и Самаре). После второго эпизода бразилец был очень расстроен и даже покинул поле.
Бывший вице-президент и член исполкома РФС, первый заместитель председателя комитета Госдумы по промышленности, сопредседатель и основатель НП «Российский футбольный Форум» Валерий Драганов сказал по этому поводу:
«Очередной глупый по форме и гнуснейший по содержанию поступок мерзавца с трибуны, бросившего банан в сторону великого игрока XXI века, пожалуй, не оставляет сомнений, что проблема не в необузданности футбольных фанатов. Пора уже признать, что подобные выходки являются продолжением атмосферы, царящей за пределами стадиона, и имеют тот же замысел и ту же цель, которую преследуют националисты, нападающие на улицах наших городов на людей с другим цветом кожи, проживающих, обучающихся или работающих в нашей стране».

## Карьера в сборной Бразилии

Траектория полёта мяча после знаменитого удара Роберто Карлоса в матче против сборной Франции на «Турнуа де Франс» в 1997 году

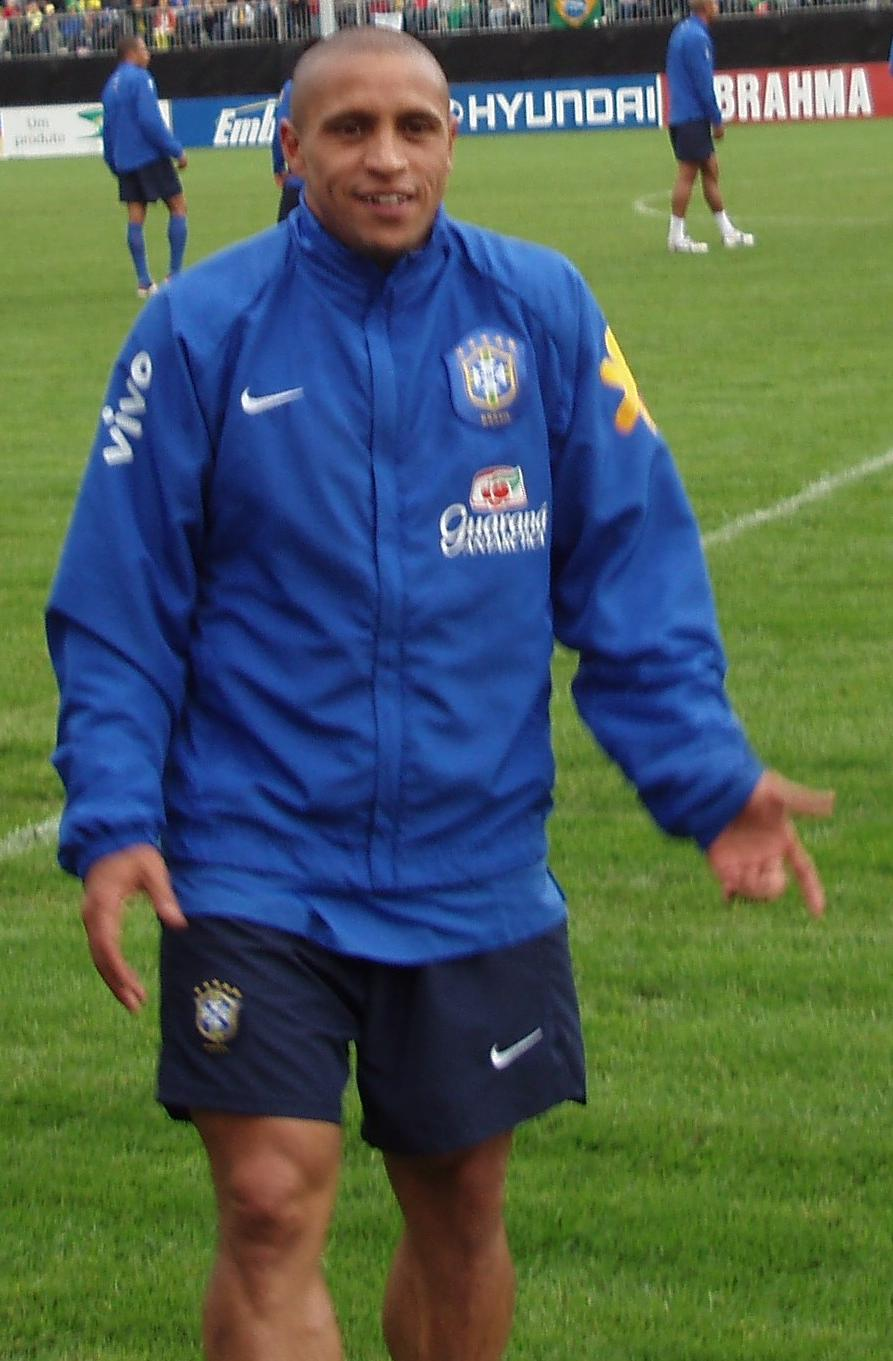
Роберто Карлос в сборной Бразилии

22 февраля 1992 года Роберто Карлос дебютировал в составе сборной Бразилии в товарищеском матче с США, в котором бразильцы победили со счётом 3:0.
3 июня 1997 года Роберто Карлос забил гол со штрафного в ворота сборной Франции на «Турнуа де Франс». Этот мяч был признан CNN лучшим голом года. Удар был выполнен примерно с 35 метров внешней стороной левой стопы в правый от бьющего угол, при этом, мяч, летевший правее ворот по параболической траектории, лишь в последний момент изменил направление и влетел в сетку рикошетом от штанги.
После матча чемпионата мира 2002, в котором Бразилия встречалась с Парагваем, Роберто Карлос назвал игроков соперника «грязными индейцами», за что получил плевок от Хосе Луиса Чилаверта.
10 апреля 2010 года, в канун своего дня рождения, Роберто Карлос изъявил желание вернуться в сборную, чтобы помочь ей добиться успеха на ЧМ-2010 в ЮАР: «Спасибо прессе за то, что она так высоко оценивает мою игру. Тем не менее, финальное решение о составе сборной на ЧМ-2010 останется только за Дунгой. Сам я знаю, что нахожусь в отличной форме. На моей позиции в составе национальной команды могут сыграть Мичел, Жилберто, Марсело и Андре Сантос, и пусть мне уже 37, я думаю, что огромный опыт может дать мне определённое преимущество. Я снова уверен в себе и думаю, что способен принести Бразилии пользу на чемпионате мира». Однако футболист не оказался в столь желанной заявке.
Летом 2010 года, после чемпионата мира, 37-летний Роберто Карлос выразил намерение продолжать карьеру футболиста ещё 4 года, а также надежду на то, что новый главный тренер сборной Бразилии Ману Менезес возьмёт его на ЧМ-2014, финальный турнир которого прошёл в Бразилии. К тому моменту футболисту был уже 41 год. В состав сборной Карлос не попал.
После перехода в «Анжи», на первой пресс-конференции в качестве игрока клуба, бразилец заявил, что оставил попытки вернуться в сборную Бразилии, объяснив своё решение тем, что хочет дать дорогу молодым игрокам.

## Тренерская карьера

### «Анжи»
С 29 сентября 2011 Роберто Карлос являлся временным помощником исполняющего обязанности главного тренера команды, Андрея Гордеева. Вскоре агент Роберто сообщил, что его клиент планирует продлить игровую карьеру до 2014 года:
«Роберто согласился помочь Гордееву, но это не значит, что он скоро закончит игровую карьеру и начнёт тренерскую. Это временная роль, он будет своего рода наставником для всех игроков. Сулейман Керимов видит значимость того, чего добился Карлос за карьеру. Инициативу владельца поддержали все футболисты, в том числе и Это’о.
Роберто — лидер на поле, он будет присматривать за остальными игроками. „Анжи“ предложил ему продлить контракт на один год, и уже на следующей неделе соглашение должно быть подписано. Мой подопечный не хочет завершать карьеру раньше 2014 года».
5 марта 2012 года, по ходу заключительного этапа чемпионата России, был отзаявлен из списка игроков. Через неделю он занял позицию директора команды, а 1 августа на официальной пресс-конференции Роберто Карлос объявил о завершении карьеры игрока. По окончании сезона 2012/13, Роберто принял решение покинуть махачкалинскую команду, впервые занявшую призовое (третье) место в чемпионате, и стать главным тренером турецкого клуба «Сивасспор», подписав контракт по системе 1+1.

### «Сивасспор»
3 июня 2013 года Роберто Карлос подписал двухлетний контракт с турецким клубом. После первого сезона «Сивасспор» занял 5 место в чемпионате и пробился в Лигу Европы, однако был дисквалифицирован поскольку был вовлечен в скандал с договорными матчами в Турции. Однако Роберто Карлос был признан тренером года в Турции. 22 декабря 2014 года расторг контракт с клубом по обоюдному согласию. Его преемником на этом посту стал Серген Ялчын.

## Личная жизнь
Во время выступления за различные клубы, Роберто Карлос пользовался большим уважением болельщиков, включая даже поклонников противоборствующих команд, что является редкостью. Во время периода игры за «Реал», он мог спокойно подойти и пообщаться с фанатами команды на нефутбольные темы.
Роберто Карлос был несколько раз женат. У него 9 детей: Роберта, Джована, Роберто Карлос Жуниор (все от первой супруги — Алешандры), Эдуардо, Ребека, Кристофер, Лука, Мануэла и Марина.
12 октября 2017 года Роберто Карлос в 44 года впервые стал дедушкой. Джованна, вторая дочь бразильца, родила ему внука, которого назвали Педро.
Роберто Карлос занимается благотворительной деятельностью: «Когда я вижу, как счастливы мои дочери, я вспоминаю собственное безрадостное детство. Мне постоянно необходимо что-то делать для нуждающихся детей». Карлос построил в Бразилии несколько футбольных школ, где молодые игроки могут обучаться игре бесплатно.
У Роберто Карлоса имеется собственная линия дизайнерской одежды под названием «RC3», которую он презентовал в феврале 2010 года.
2 апреля 2011 года состоялась встреча игроков и тренерского штаба «Анжи» с президентом Дагестана Магомедсаламом Магомедовым, которая прошла в ресторанном комплексе коттеджного посёлка «Джами». На встрече Магомедов подарил Роберто Карлосу серебряный кинжал работы кубачинских мастеров.
12 апреля 2011 года в гостинице «Метрополь» прошло торжество по случаю дня рождения Роберто Карлоса. На этом мероприятии владелец «Анжи» Сулейман Керимов подарил имениннику спорткар «Bugatti Veyron».
26 апреля 2011 года прошла пресс-конференция, посвящённая подписанию соглашения между «Анжи» и благотворительным фондом «Подари жизнь!». На этой конференции Роберто Карлос объявил, что будет переводить в фонд определённый процент от своих премиальных, а также часть заработной платы. По его словам, он поступал так же, когда играл за «Реал» и «Фенербахче».
Ведёт благотворительную программу в Бразилии.
29 апреля 2011 года снялся в программе «Прожекторперисхилтон», которая вышла в эфир 30 апреля.
В 2019 году Роберто Карлос стал глобальным послом международной детской социальной программы «Футбол для дружбы». В рамках финальных мероприятий седьмого сезона программы Карлос посетил международный форум «Футбол для дружбы», а также наградил победителей Чемпионата мира по «Футболу для дружбы» 2019.

## Статистика
| Выступление      | Выступление      | Выступление      | Чемпионат | Чемпионат | Кубки | Кубки | Международные | Международные | Прочие | Прочие | Итого | Итого |
| Клуб             | Лига             | Сезон            | Игры      | Голы      | Игры  | Голы  | Игры          | Голы          | Игры   | Голы   | Игры  | Голы  |
| ---------------- | ---------------- | ---------------- | --------- | --------- | ----- | ----- | ------------- | ------------- | ------ | ------ | ----- | ----- |
| Палмейрас        | Серия А          | 1993             | 20        | 1         | 5     | 0     | 0             | 0             | 40     | 5      | 65    | 6     |
| Палмейрас        | Серия А          | 1994             | 24        | 2         | 3     | 0     | 6             | 1             | 27     | 0      | 60    | 3     |
| Палмейрас        | Серия А          | 1995             | 0         | 0         | 4     | 1     | 10            | 3             | 23     | 3      | 37    | 7     |
| Палмейрас        | Итого            | Итого            | 44        | 3         | 12    | 1     | 16            | 4             | 90     | 8      | 162   | 16    |
| Интернационале   | Серия А          | 1995/96          | 30        | 5         | 2     | 1     | 2             | 1             | 0      | 0      | 34    | 7     |
| Интернационале   | Итого            | Итого            | 30        | 5         | 2     | 1     | 2             | 1             | 0      | 0      | 34    | 7     |
| Реал Мадрид      | Примера          | 1996/97          | 37        | 5         | 5     | 0     | 0             | 0             | 0      | 0      | 42    | 5     |
| Реал Мадрид      | Примера          | 1997/98          | 35        | 4         | 3     | 1     | 9             | 2             | 0      | 0      | 47    | 7     |
| Реал Мадрид      | Примера          | 1998/99          | 35        | 5         | 4     | 0     | 10            | 0             | 0      | 0      | 49    | 5     |
| Реал Мадрид      | Примера          | 1999/00          | 35        | 4         | 3     | 0     | 20            | 4             | 0      | 0      | 58    | 8     |
| Реал Мадрид      | Примера          | 2000/01          | 36        | 5         | 0     | 0     | 16            | 5             | 0      | 0      | 52    | 10    |
| Реал Мадрид      | Примера          | 2001/02          | 31        | 3         | 8     | 1     | 13            | 2             | 0      | 0      | 52    | 6     |
| Реал Мадрид      | Примера          | 2002/03          | 37        | 5         | 1     | 0     | 17            | 2             | 0      | 0      | 55    | 7     |
| Реал Мадрид      | Примера          | 2003/04          | 32        | 6         | 9     | 1     | 8             | 2             | 0      | 0      | 49    | 9     |
| Реал Мадрид      | Примера          | 2004/05          | 34        | 3         | 2     | 0     | 10            | 1             | 0      | 0      | 46    | 4     |
| Реал Мадрид      | Примера          | 2005/06          | 35        | 5         | 3     | 1     | 7             | 0             | 0      | 0      | 45    | 6     |
| Реал Мадрид      | Примера          | 2006/07          | 23        | 3         | 1     | 0     | 8             | 0             | 0      | 0      | 32    | 3     |
| Реал Мадрид      | Итого            | Итого            | 370       | 48        | 39    | 4     | 118           | 18            | 0      | 0      | 527   | 70    |
| Фенербахче       | Суперлига        | 2007/08          | 22        | 2         | 4     | 0     | 9             | 0             | 0      | 0      | 35    | 2     |
| Фенербахче       | Суперлига        | 2008/09          | 32        | 4         | 8     | 2     | 10            | 1             | 0      | 0      | 50    | 7     |
| Фенербахче       | Суперлига        | 2009/10          | 11        | 0         | 0     | 0     | 8             | 1             | 0      | 0      | 19    | 1     |
| Фенербахче       | Итого            | Итого            | 65        | 6         | 12    | 2     | 27            | 2             | 0      | 0      | 104   | 10    |
| Коринтианс       | Серия А          | 2010             | 35        | 1         | 0     | 0     | 8             | 0             | 14     | 3      | 57    | 4     |
| Коринтианс       | Серия А          | 2011             | 0         | 0         | 0     | 0     | 1             | 0             | 3      | 1      | 4     | 1     |
| Коринтианс       | Итого            | Итого            | 35        | 1         | 0     | 0     | 9             | 0             | 17     | 4      | 61    | 5     |
| Анжи             | Премьер-лига     | 2011/12          | 25        | 4         | 3     | 1     | 0             | 0             | 0      | 0      | 28    | 5     |
| Анжи             | Итого            | Итого            | 25        | 4         | 3     | 1     | 0             | 0             | 0      | 0      | 28    | 5     |
| Дели Дайнамос    | Суперлига        | 2015             | 3         | 0         | 0     | 0     | 0             | 0             | 0      | 0      | 3     | 0     |
| Дели Дайнамос    | Итого            | Итого            | 3         | 0         | 0     | 0     | 0             | 0             | 0      | 0      | 3     | 0     |
| Всего за карьеру | Всего за карьеру | Всего за карьеру | 572       | 67        | 68    | 9     | 172           | 25            | 107    | 12     | 919   | 113   |

### Статистика в качестве главного тренера
(Откорректировано по состоянию на 31 декабря 2015 года)
| Клуб                  | Начало работы | Окончание работы | Результаты | Результаты | Результаты | Результаты | Результаты | Результаты | Результаты |
| Клуб                  | Начало работы | Окончание работы | И          | В          | Н          | П          | В %        | Н %        | П %        |
| --------------------- | ------------- | ---------------- | ---------- | ---------- | ---------- | ---------- | ---------- | ---------- | ---------- |
| «Сивасспор»           | 3 июня 2013   | 22 декабря 2014  | 60         | 23         | 9          | 28         | 38.33      | 15.00      | 46,67      |
| «Акхисар Беледиеспор» | 2 января 2015 | 1 июня 2015      | 18         | 5          | 6          | 7          | 27.78      | 33.33      | 38,89      |
| «Дели Дайнамос»       | 5 июля 2015   | 20 декабря 2015  | 16         | 7          | 4          | 5          | 43.75      | 25.00      | 31.25      |
| Всего                 | Всего         | Всего            | 94         | 35         | 19         | 40         | 37,24      | 20,21      | 42,55      |

## Достижения

### Командные достижения
«Палмейрас»
- Чемпион Бразилии (2): 1993, 1994
- Победитель турнира Рио-Сан-Паулу: 1993
- Чемпион штата Сан-Паулу (2): 1993, 1994

«Реал Мадрид»
- Чемпион Испании (4): 1996/97, 2000/01, 2002/03, 2006/07
- Обладатель Суперкубка Испании (3): 1997, 2001, 2003
- Победитель Лиги чемпионов УЕФА (3): 1997/98, 1999/00, 2001/02
- Обладатель Суперкубка УЕФА: 2002
- Обладатель Межконтинентального кубка (2): 1998, 2002

«Фенербахче»
- Обладатель Суперкубка Турции (2): 2007, 2009

Сборная Бразилии
- Чемпион мира: 2002
- Обладатель Кубка Америки (2): 1997, 1999
- Обладатель Кубка конфедераций: 1997
- Вице-чемпион мира: 1998
- Бронзовый призёр Олимпийских игр: 1996

### Личные достижения
- Лучший защитник Европы по версии УЕФА (2): 2001/02, 2002/03
- Второй футболист Европы по версии «France Football»: 2002
- Второй футболист мира по версии ФИФА: 1997
- Лучший защитник чемпионата Италии: 1996
- Лучший защитник чемпионата Бразилии: 2010[84]
- Обладатель «Серебряного мяча» Бразилии (3): 1993, 1994, 2010
- Обладатель трофея ЕФЕ: 1998
- Обладатель приза Golden Foot: 2008
- Команда года по версии УЕФА (2): 2002[85], 2003[86]
- Входит в состав символической сборной сезона по версии ESM (7): 1996/97, 1997/98, 1999/00, 2000/01, 2001/02, 2002/03, 2003/04
- Член символической сборной чемпионата мира (2): 1998[87], 2002[88]
- Входит в состав символической сборной чемпионата Бразилии: 2010
- Включён в список ФИФА 100
- Тренер года в Турции: 2013/14
- Включён в список величайших футболистов XX века по версии World Soccer